# فوهة زولنر

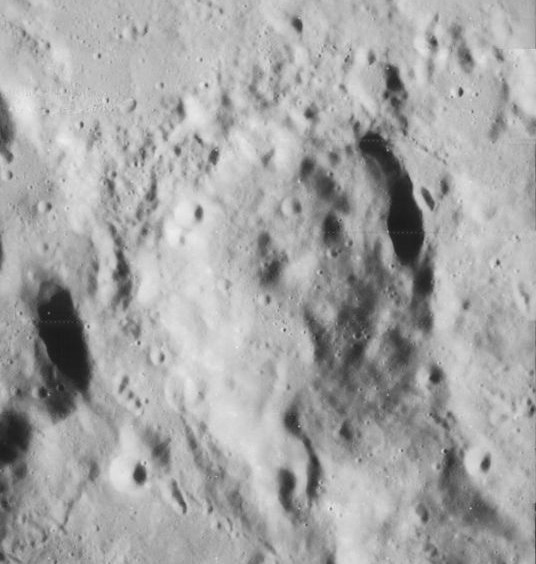
فوهة زولنر

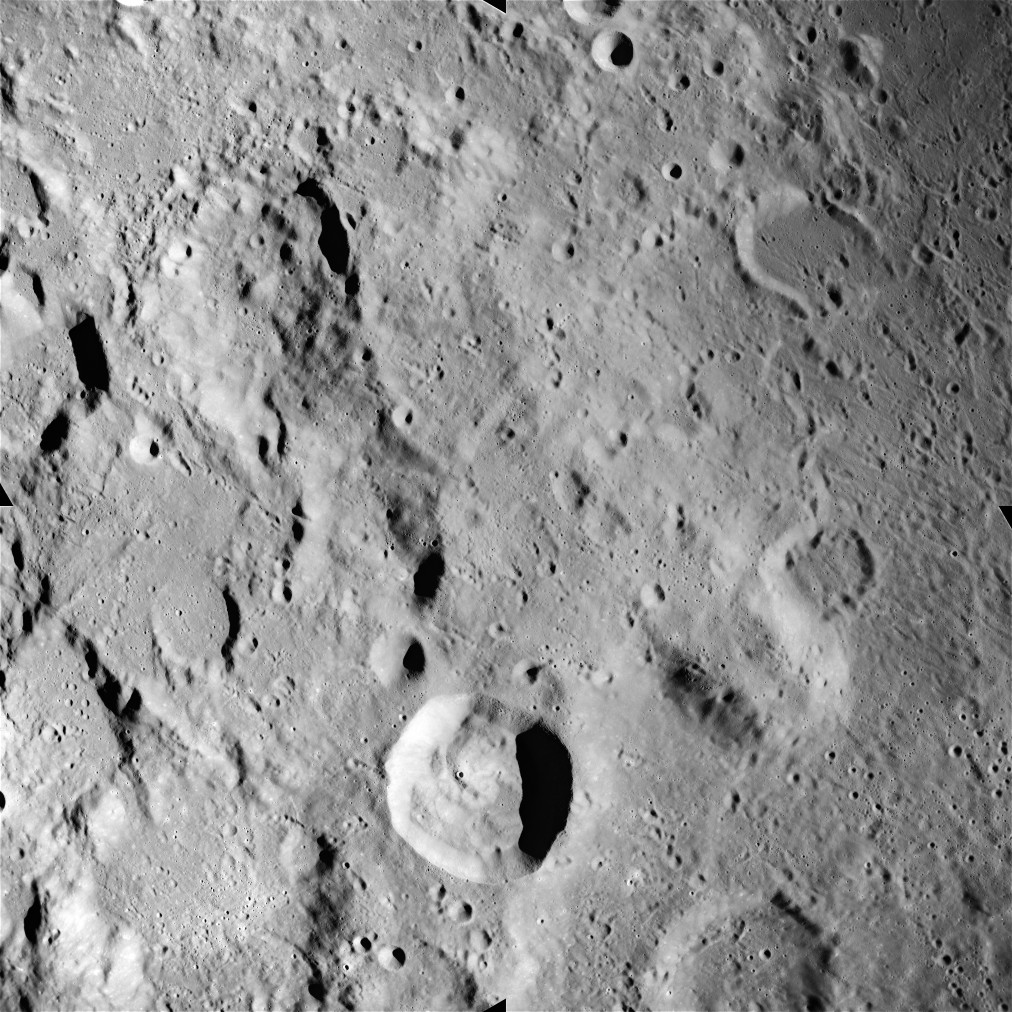
صورة لفوهتيزولنر أعلى اليسار وفوهة كانت أسفل منتصف الصورة من رحلة أبولو 16، ناسا.

فوهة زولنر (8. 0°S 18.9°E) هي فوهة صدمية على سطح القمر تقع غرب فوهة سينوس. شمال فوهة الفرغاني وشمال غربي فوهة تايلور بيضاوية الشكل. تقع فوهة كانت في جنوبها الشرقي.

## الوصف

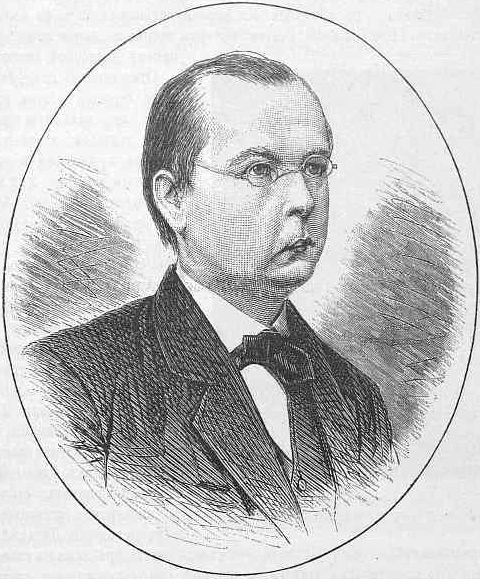
يوهان كارل فريدريش زولنر

سميت فوهة زولنر تكريما لأعمال عالم الفلك والفيزيائي الألماني يوهان كارل فريدريش زولنر. يبلغ قطر الفوهة 47 × 36 كيلومتر وعمقها 0.7 كيلومتر، على زاوية 341° من شروق الشمس. تتأخذ حواف فوهة زولنر شكل بيضاوي غير منتظم. تتميز الحواف بارتفاع الجزء الشمالي والجنوب عن باقي الحواف المنخفضة والبالية.
هبط مسبار أبولو 16 على بعد 80 كيلومترا جنوب غرب الفوهة.

## فوهات القمر الصناعي
لرسم خريطة مماثلة لفوهات القمر يتم وضح حروف على كل جانب من جوانب الفوهة ومركزها لكل حرف منهم دلاله معينة.
| زولنر | خط طول | خط عرض  | القطر      |
| ----- | ------ | ------- | ---------- |
| A     | 7.1° S | 21.5° E | 7 كيلومتر  |
| D     | 8.3° S | 17.7° E | 24 كيلومتر |
| E     | 8.9° S | 18.3° E | 6 كيلومتر  |
| F     | 7.5° S | 21.9° E | 25 كيلومتر |
| G     | 7.3° S | 20.8° E | 10 كيلومتر |
| H     | 7.1° S | 19.2° E | 8 كيلومتر  |
| J     | 6.2° S | 20.7° E | 11 كيلومتر |
| K     | 6.5° S | 20.8° E | 7 كيلومتر  |

## وصلات خارجية
- فيديو عن فوهات القمر مثل فوهة زولنر على يوتيوب